# Казан (Грамос)
Казан (на гръцки: Καζάνι, на гръцки: Qafë të Kazanit) е високопланински проход в планината Грамос, граничен между Албания и Гърция.

## Описание
Проходът е разположен в западната част на Грамос и свързва долината на течащата на изток река Баруга в Гърция с долината на течащата на север Бредове, приток на Девол. По него минава пътят от Грамоща (Грамос), както и сливащият се с него от север път от Фуша (Фусия) през Порта Осман за Албания – Николица на север и Бутка на юг.